# 18.º SS-Standarte

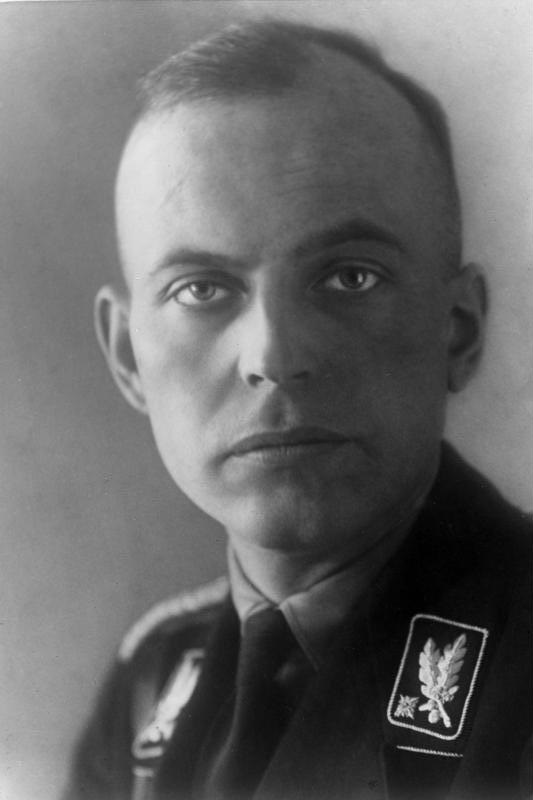
Hans-Adolf Prützmann, quien se desempeñó como uno de los primeros comandantes del 18.º SS-Standarte.

El 18.º SS-Standarte fue una formación del tamaño de un regimiento de las Allgemeine-SS ubicado en la ciudad de Köningsberg. El Standarte era una de las primeras formaciones principales de las SS y fue creado en 1932, un año antes de que Adolf Hitler y el Partido Nazi llegaran al poder en Alemania.
A lo largo de la década de 1930, el 18.º Standarte realizó simulacros de reclutamiento de miembros de las Allgemeine-SS y también participó en funciones y desfiles nazis en Köningsberg y sus alrededores. Durante este período de tiempo, el Standarte recibió el título honorario de regimiento "Ostpreußen". Hans-Adolf Prützmann, quien más tarde se involucró en el Holocausto mientras se desempeñaba como SS- und Polizeiführer en Letonia, fue uno de los primeros comandantes del Standarate.
En 1939, con el estallido de la Segunda Guerra Mundial, el 18.º Standarte comenzó a perder la mayor parte de sus miembros debido al reclutamiento general o a los traslados a las Waffen-SS. En 1943, el regimiento había dejado de existir excepto sobre el papel, pero tenía un comandante destacado hasta el colapso de la Alemania nazi en mayo de 1945.

## Comandantes
- SS-Sturmhauptführer Heinz Österreich (1 de febrero de 1932 - 31 de agosto de 1932)
- SS-Standartenführer Hans-Adolf Prützmann (31 de agosto de 1932 - 12 de diciembre de 1933)
  - SS-Sturmbannführer Wilhelm Ihle (20 de abril de 1933 - 31 de diciembre de 1933)
- SS-Sturmbannführer Kurt Benson (16 de diciembre de 1933 - 7 de mayo de 1934)
- SS-Sturmbannführer Karl Schäfer (7 de mayo de 1934 - 1 de abril de 1936)
- SS-Oberführer Heinz Roch (1 de abril de 1936 - 1 de marzo de 1937)
- SS-Standartenführer Johannes Schäfer (1 de marzo de 1937 - 31 de marzo de 1938)
- SS-Obersturmbannführer Friedrich Schlums (1 de abril de 1938 - 20 de mayo de 1939)
- SS-Sturmbannführer Erich Raake (20 de mayo de 1939 - 8 de mayo de 1945)